# Анрио H-115
Анрио H-115 (фр. Hanriot H-115) је француски ловачки авион, изведен из модела Анрио H-110. Авион је први пут полетео 1934. године. 

Упркос бројним побољшањима у односу на претходни авион, француско РВ није наручило серију. Празан авион је имао масу од 1482 килограма. Нормална полетна маса износила је око 1786 килограма.

## Наоружање
| Наоружање авиона: Анрио        |    |
| Ватрено (стрељачко) наоружање  |    |
| Топ                            |    |
| Број и ознака топа             | 1  |
| Калибар                        | 33 |
| Митраљез                       |    |
| Бомбардерско наоружање (бомбе) |    |
| Ракетно наоружање (ракете)     |    |